# USS Rodman (DD-456)
USS Rodman (DD-456/DMS-21), là một tàu khu trục lớp Gleaves được Hải quân Hoa Kỳ chế tạo trong Chiến tranh Thế giới thứ hai. Nó đã tham gia suốt Thế Chiến II, cải biến thành một tàu quét mìn cao tốc với ký hiệu lườn DMS-21, sống sót qua cuộc xung đột, chuyển giao cho Đài Loan năm 1954 như là chiếc ROCS Hsien Yang (DD-16) và tiếp tục phục vụ cho đến khi bị mắc cạn năm 1969. Nó là chiếc tàu chiến duy nhất của Hải quân Hoa Kỳ được đặt theo tên Đô đốc Hugh Rodman (1859-1940), người tham gia cuộc Chiến tranh Tây Ban Nha-Hoa Kỳ và Chiến tranh Thế giới thứ nhất.

## Thiết kế và chế tạo
Rodman được chế tạo tại xưởng tàu của hãng Federal Shipbuilding and Drydock Company ở Kearny, New Jersey. Nó được đặt lườn vào ngày 16 tháng 12 năm 1940; được hạ thủy vào ngày 26 tháng 9 năm 1941, và được đỡ đầu bởi bà Albert K. Stebbins, Jr., cháu gái đô đốc Rodman. Con tàu được cho nhập biên chế cùng Hải quân Hoa Kỳ vào ngày 27 tháng 1 năm 1942 dưới quyền chỉ huy của Trung tá Hải quân William Giers Michelet.

## Lịch sử hoạt động

### 1942
Sau khi hoàn tất chạy thử máy, Rodman được phân về Lực lượng Đặc nhiệm 22, và luân phiên các hoạt động huấn luyện và tuần tra tại Argentia, Newfoundland. Nó hoạt động hộ tống và canh phòng máy bay cho Ranger (CV-4) khi chiếc tàu sân bay tiến hành huấn luyện phi công hải quân dọc theo bờ biển Đông Bắc Hoa Kỳ; cũng như trong hoạt động vận chuyển máy bay cho Liên đội Tiêm kích 33 Không lực Hoa Kỳ đến Accra ở khu vực Bờ biển Vàng thuộc Anh, châu Phi từ ngày 22 tháng 4 đến ngày 28 tháng 5 năm 1942.
Được cho tách ra vào tháng 6, Rodman khởi hành từ Newport, Rhode Island vào ngày 1 tháng 7, hộ tống một đoàn bảy tàu chở quân đi Firth of Clyde, rồi tiếp tục đi đến Orkney, nơi nó hoạt động như một đơn vị thuộc Lực lượng Đặc nhiệm 99 trong thành phần Hạm đội Nhà Anh Quốc. Đặt căn cứ tại Scapa Flow vào tháng 8, nó luân phiên các hoạt động tuần tra từ Scotland và Iceland, bảo vệ cho chặng phía Nam của các đoàn tàu vận tải PQ/QP, vốn là những Đoàn tàu vận tải Bắc Cực vận chuyển hàng tiếp liệu đến các cảng phía Bắc nước Nga Murmansk và Arkhangelsk. Lợi dụng những ngày dài của mùa Hè, tàu ngầm U-boat Đức cùng máy bay đặt căn cứ tại Na Uy đã gây tổn thất nghiêm trọng cho những tàu buôn thuộc các đoàn tàu này. Sau tổn thất của Đoàn tàu PQ-17 vào đầu tháng 7, các chuyến đi tiếp theo bị trì hoãn cho đến khi có được sự che chở của bóng đêm mùa Đông Bắc Cực.
Cho đến cuối tháng 7, Rodman được giao nhiệm vụ trợ giúp đáp ứng yêu cầu tiếp liệu ngay trước mắt cho phía Nga, cũng như của nhân sự Anh và Mỹ tại phía Bắc nước Nga, đồng thời chuẩn bị căn cứ, nhân sự và thiết bị để bảo vệ từ trên không cho các đoàn tàu khi chúng được tái tục. Vào ngày 17 tháng 8, nó cùng tàu tuần dương hạng nặng Tuscaloosa (CA-37) và hai tàu khu trục Hoa Kỳ khác rời Scapa Flow, đưa nhân viên y tế và hậu cần cùng trang bị của các liên đội 144 và 145 Hampden Không quân Hoàng gia Anh, bao gồm đạn dược, thuốc nổ, thiết bị radar và đồ phụ tùng. Đi theo con đường của các tàu khu trục Anh ba tuần trước đó, họ đi đến bán đảo Kola vào chiều tối ngày 23 tháng 8; máy bay Không quân Đức đã nằm lại mặt đất suốt thời gian này. Sau khi chất dỡ hàng hóa, các con tàu tiếp nhận những người sống sót là thủy thủ các tàu buôn của các đoàn tàu bất hạnh còn kẹt lại tại Nga, và khởi hành rời vịnh Vaenga vào ngày 24 tháng 8. Trên đường quay trở về Scotland, các tàu Hoa Kỳ được các tàu khu trục Anh tháp tùng. Đến ngày 25 tháng 8, các tàu Anh phát hiện tàu rải mìn Đức Ulm, một trong số nhiều tàu tham gia vào chiến dịch rải mìn ở các lối đi ra Bạch Hải và tại vùng biển nông ngoài khơi Novaya Zemlya. Ulm bị đánh chìm về phía Đông Nam đảo Bear, Na Uy.
Rodman về đến Firth of Clyde vào ngày 30 tháng 8, và đến ngày 1 tháng 9 lại lên đường để quay trở về New York. Sau một đợt đại tu ngắn tại Xưởng hải quân Boston, đến cuối tháng, nó hoạt động huấn luyện và tuần tra dọc theo bờ biển Đông Bắc Hoa Kỳ. Vào ngày 25 tháng 10, nó khởi hành cùng Đội đặc nhiệm 34.2 để hỗ trợ cho nhóm đổ bộ của Lực lượng Đặc nhiệm 34 tham gia Chiến dịch Torch, cuộc đổ bộ của lực lượng Đồng Minh lên Bắc Phi. Vào ngày 7 tháng 11, Đơn vị Đặc nhiệm 34.2.3, bao gồm tàu sân bay hộ tống Santee (CVE-29) và các tàu khu trục Emmons (DD-457) và Rodman, đã tách khỏi Đội đặc nhiệm 34.2 bảo vệ cho Lực lượng Tấn công phía Nam đi đến mục tiêu. Từ đó cho đến ngày 11 tháng 11, Rodman bảo vệ cho Santee, và đi đến Safi, Morocco để được tiếp liệu. Sang ngày 13 tháng 11, nó lên đường quay trở về Hoa Kỳ, về đến Norfolk, Virginia vào ngày 24 tháng 11. Nó tiếp tục đi đến Xưởng hải quân Boston để được tái trang bị, nơi những khẩu pháo phòng không 1,1 in (28 mm) được thay thế bằng pháo Bofors 40 mm và Oerlikon 20 mm hiện đại hơn.

### 1943
Vào tháng 12 năm 1942, Rodman đi đến kênh đào Panama nơi nó hộ tống một đoàn tàu vận tải quay trở lại vùng bờ Đông Hoa Kỳ, đi đến Norfolk, Virginia vào ngày 7 tháng 1 năm 1943. Nó khởi hành ngay ngày hôm sau, gia nhập cùng Ranger cho hai chuyến vận chuyển máy bay khác sang châu Phi, lần này là đến Maroc. Trong tháng 3 và tháng 4, nó ở lại khu vực Tây Đại Tây Dương, hoạt động hộ tống và tuần tra trải rộng lên phía Bắc đến tận Argentia, Newfoundland. Đến tháng 5, nó đi sang Anh Quốc, đi đến Scapa Flow vào ngày 18 tháng 5 và gia nhập trở lại Hạm đội Nhà. Trong mùa Hè, nó cùng các tàu chị em tuần tra ngoài khơi Scotland và Iceland hộ tống các tàu chiến chủ lực của hạm đội hỗn hợp, bao gồm các thiết giáp hạm HMS Duke of York, USS South Dakota và USS Alabama, khi chúng tìm cách lôi kéo lực lượng Hải quân Đức, đặc biệt là thiết giáp hạm Tirpitz, ra khỏi các vũng biển ẩn náu tại Na Uy.
Sang tháng 8, Rodman quay trở về Hoa Kỳ, và đến ngày 1 tháng 9 lại tiếp nối các hoạt động tuần tra tại Argentia. Được cho tách ra vào tháng 10, nó rời Norfolk vào ngày 3 tháng 11 để đi Bermuda, nơi nó khởi hành trong thành phần hộ tống cho thiết giáp hạm Iowa (BB-61) đưa Tổng thống Franklin D. Roosevelt trong chặng đầu tiên của hành trình sang tham dự Hội nghị Teheran.

### 1944
Quay trở về vào giữa tháng 12, Rodman bảo vệ cho các tàu sân bay trong các hoạt động thực tập huấn luyện ngoài khơi Newport và Portland, Maine cho đến tháng 4 năm 1944. Rồi vào ngày 20 tháng 4, nó hướng sang phía Đông cùng những chiếc còn lại của Hải đội Khu trục 10, và vào ngày 1 tháng 5 đã đi đến ngoài khơi Mers-el-Kebir, nơi nó hoạt động như một đơn vị thuộc Đội đặc nhiệm 80.6, một đội tìm-diệt tàu ngầm được hình thành để hoạt động cùng các Liên đội Không lực ven biển Bắc Phi, có vai trò chống tàu ngầm U-boat bảo vệ tàu bè trong khu vực rộng 325 nmi (602 km) giữa eo biển Gibraltar và Oran. Những nỗ lực phối hợp không-biển của lực lượng hỗn hợp Anh-Mỹ nhằm ép buộc những chiếc U-boat phải lặn đến mức kiệt sức trước khi áp đảo chúng khi chúng nổi lên, đòi hỏi thời gian và sự nhẫn nại cũng như phối hợp hành động. Hoạt động này đã khiến cắt giảm số tàu ngầm U-boat hoạt động tại Địa Trung Hải chỉ còn một phần ba từ tháng 3 đến tháng 6.
Vào ngày 14 tháng 5, Rodman cùng với phần còn lại của hải đội rời Mers-el-Kebir săn đuổi một tàu ngầm đối phương vốn đã đánh chìm bốn tàu buôn trong vòng hai ngày. Một cuộc săn đuổi không biển kéo dài 72 giờ diễn ra sau đó, cho đến sáng ngày 17 tháng 5, khi chiếc tàu ngầm U-616 bị hư hại buộc phải nổi lên mặt nước, bị bỏ lại và bị đánh chìm. Lực lượng đã cứu vớt những người sống sót và rút lui về Mers-el-Kebir, để rồi lại lên đường quay trở về Anh vào ngày hôm sau.
Vào ngày 22 tháng 5, Rodman đi đến Plymouth, và sang ngày 23 tháng 5 đã làm nhiệm vụ cùng Đơn vị Đặc nhiệm 126.2.1 trong Chiến dịch Neptune, giai đoạn hải quân của Chiến dịch Overlord, cuộc đổ bộ chủ yếu của lực lượng Đồng Minh lên miền Bắc nước Pháp. Vào ngày 24 tháng 5, nó thực tập bắn phá bờ biển; rồi đến ngày 4 tháng 6 Đoàn tàu "B-1" được hình thành bắt đầu băng qua eo biển Manche, nhưng lại bị gọi quay trở lại do kế hoạch bị trì hoãn thêm một ngày. Sang ngày 5 tháng 6 đoàn tàu lại được tập trung để hướng sang phía Đông, tiếp tục đi đến bờ biển nước Pháp để đổ bộ lực lượng tăng viện lên bãi Omaha vào xế trưa ngày 6 tháng 6. Được tách ra sau khi đi đến khu vực tấn công, chiếc tàu khu trục gia nhập Đội đặc nhiệm 122.4, và cho đến ngày 16 tháng 6 đã bắn hỏa lực hỗ trợ và tuần tra tại Baie de la Seine. Nó có được một lượt nghỉ ngơi ngắn tại Plymouth, nhưng đến ngày 18 tháng 6 lại đi đến bờ biển Normandy. Quay trở lại vùng biển Anh từ ngày 21 đến ngày 24 tháng 6, nó tham gia cùng Lực lượng Đặc nhiệm 129 trong cuộc Bắn phá Cherbourg vào ngày 25 tháng 6 khi họ tham gia cùng Không lực IX Hoa Kỳ hỗ trợ cho các đơn vị thuộc Quân đoàn 7 Hoa Kỳ: các sư đoàn bộ binh 9, 79 và 4 trong việc chiếm đóng Cherbourg.
Rodman quay trở lại Anh cùng ngày hôm đó, và lại ra khơi vào ngày 30 tháng 6; và sau một chặng dừng ba ngày tại Belfast đã lên đường hướng sang Địa Trung Hải để tham gia Chiến dịch Dragoon, cuộc đổ bộ của lực lượng Đồng Minh lên miền Nam nước Pháp. Đi đến Mers-el-Kebir vào ngày 11 tháng 7, nó lên đường đi Sicily vào ngày 16 tháng 7, và cho đến tháng 8 đã hoạt động giữa đảo này, bờ biển Ý và Malta.
Được phân về Đơn vị Đặc nhiệm 85.12.4 vào ngày 11 tháng 8, Rodman khởi hành từ Taranto; các tàu chiến Pháp cùng tham gia hai ngày sau đó. Đến ngày 15 tháng 8, lực lượng đi đến ngoài khơi khu vực tấn công Delta trong vịnh Bougnon. Từ 04 giờ 30 phút đến 06 giờ 41 phút, chiếc tàu khu trục bảo vệ cho các tàu quét mìn quét các luồng vào bãi đổ bộ, rồi tiếp nối bắn phá bờ biển trong hai giờ. Sau đó nó chuyển sang nhiệm vụ bắn pháo theo yêu cầu, vốn kéo dài cùng với nhiệm vụ phòng không cho đến khi rút lui về Palermo vào ngày 17 tháng 8. Quay trở lại miền Nam nước Pháp vào ngày 22 tháng 8, nó khai hỏa nhắm vào các khẩu đội pháo bờ biển tại Toulon vào ngày 23 tháng 8, bảo vệ các hoạt động quét mìn tại vịnh Fos vào ngày 25 tháng 8, và trong vịnh Marseilles vào ngày 26 tháng 8. Tham gia các hoạt động bảo vệ và tuần tra cho đến cuối tháng, chiếc tàu khu trục khởi hành đi Oran vào ngày 2 tháng 9, và trong một tháng rưỡi tiếp theo sau đã hộ tống vận chuyển nhân sự và tiếp liệu đến khu vực tấn công.
Đến cuối tháng 10, Hải đội Khu trục 10 hộ tống một đoàn tàu vận tải quay trở về Hoa Kỳ. Từ New York, Rodman tiếp tục đi đến Xưởng hải quân Boston để được cải biến thành một tàu khu trục quét mìn. Ra khỏi xưởng tàu với ký hiệu lườn mới DMS-21 vào ngày 16 tháng 12, nó lên đường đi Norfolk một tuần sau đó.

### 1945
Vào ngày 1 tháng 1 năm 1945, Rodman lên đường đi sang khu vực Thái Bình Dương. Trong thời gian còn lại của tháng và sang tháng 2, nó tiến hành thực tập quét mìn và tác xạ ngoài khơi bờ biển California và vùng biển Hawaii trước khi lên đường đi sang phía Tây. Vào ngày 12 tháng 3, con tàu thả neo tại Ulithi để rồi lại lên đường bảy ngày sau đó đi quần đảo Ryukyu, tham gia chiến dịch đổ bộ cuối cùng của nó, Chiến dịch Iceberg. Trong các ngày 24 và 25 tháng 3, nó tham gia các hoạt động quét mìn ngoài khơi Kerama Retto, chuẩn bị cho cuộc cuộc đổ bộ lên Okinawa.
Sau khi cuộc đổ bộ lên bãi biển Hagushi bắt đầu vào ngày 1 tháng 4, Rodman tiếp tục ở lại khu vực này và bị lôi kéo vào các cuộc đối đầu không lực đối phương từ vào ngày 6 tháng 4. Được phân nhiệm vụ cột mốc canh phòng vào sáng sớm ngày này, nó sau đó chuyển sang nhiệm vụ bảo vệ, cùng với chiếc tàu quét mìn Emmons (DMS-22) bảo vệ các tàu quét mìn nhỏ càn quét eo biển giữa Iheya Retto và Okinawa. Đến buổi chiều, một tốp đông máy bay tấn công cảm tử Kamikaze xuất hiện, và đến 15 giờ 32 phút, chiếc dẫn đầu ló ra khỏi mây đâm bổ vào mũi tàu Rodman bên mạn trái, quả bom phát nổ bên dưới con tàu. Mười sáu người đã thiệt mạng hay mất tích, và thêm 20 người khác bị thương, nhưng động cơ con tàu vẫn tiếp tục hoạt động. Emmons lượn vòng chung quanh Rodman để trợ giúp phòng không khi những máy bay tự sát khác tiếp tục bay đến; sáu chiếc đã bị bắn rơi. Những máy bay tiêm kích F4U Corsair của Thủy quân Lục chiến xuất hiện trợ giúp vào việc đánh đuổi, bắn rơi được 20 máy bay đối phương, nhưng không ngăn được những chiếc khác lao vào mục tiêu. Rodman bị đánh trúng thêm hai lần nữa trong trận chiến kéo dài ba giờ rưỡi; Emmons bắn rơi thêm sáu chiếc nữa nhưng bản thân nó bị đâm trúng năm lần và hư hại bởi bốn cú tấn công suýt trúng. Xác tàu của nó phải bị đánh chìm vào ngày hôm sau.
Từ ngày 7 tháng 4 đến ngày 5 tháng 5, Rodman được sửa chữa tạm thời tại Kerama Retto, trước khi bắt đầu hành trình quay trở về Hoa Kỳ. Về đến Xưởng hải quân Charleston vào ngày 19 tháng 6. Việc sửa chữa nó hoàn tất vào giữa tháng 10, khi chiến tranh đã kết thúc, và vào ngày 22 tháng 10, nó lên đường đi Casco Bay, Maine để huấn luyện ôn tập.

### Sau chiến tranh

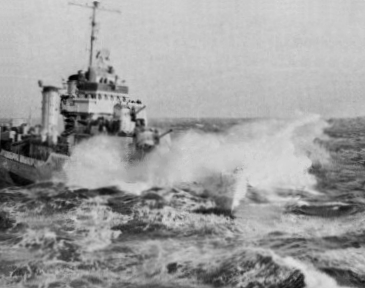
USS Rodman (DMS-21) trên đường đi, năm 1954.

Trong ba năm tiếp theo, Rodman hoạt động dọc theo vùng bờ Đông Hoa Kỳ, trải dài từ Newfoundland đến vùng biển Caribe; rồi đến tháng 9 năm 1949, nó được bố trí sang Địa Trung Hải nhưng chỉ hoạt động trong vòng hai tuần. Nó quay trở lại hoạt động tại khu vực bờ biển Đại Tây Dương, trong sáu năm tiếp theo còn được bố trí sang Địa Trung Hải thêm hai lần nữa; cả hai lượt đều phục vụ trong năm tháng cùng Đệ Lục hạm đội, từ ngày 2 tháng 6 đến ngày 1 tháng 10 năm 1952 và từ ngày 19 tháng 1 đến ngày 17 tháng 5 năm 1954.
Được xếp lại lớp với ký hiệu lườn mới DD-456 vào ngày 15 tháng 1 năm 1955, Rodman được cho xuất biên chế vào ngày 28 tháng 7 năm 1955, và được chuyển cho Trung Hoa dân quốc cùng ngày hôm đó để phục vụ như là chiếc RCS Hsien Yang (DD-16). Sau khi bị mắc cạn vào năm 1969, tên và số hiệu lườn của nó được chuyển cho chiếc nguyên là tàu khu trục USS Macomb (DD-458), vốn sở hữu từ năm 1970.

## Phần thưởng
Rodman được tặng thưởng năm Ngôi sao Chiến trận do thành tích phục vụ trong Thế Chiến II.